# Кетрін, герцогиня Кентська
Кетрін, герцогиня Кентська (при народженні Кетрін Люсі Мері Ворслі, англ. Katharine Lucy Mary Worsley; нар. 22 лютого 1933, Північний Йоркшир, Англія, Велика Британія) — член британської королівської родини, дружина принца Едварда, герцога Кентського, що є онуком короля Георга V.
У 2022 році стала найстаршим членом британської королівської родини після смерті королеви Єлизавети II.

## Молодість і освіта
Кетрін Люсі Мері Ворслі народилася в Говінгем Голі, Йоркшир. Четверта дитина та єдина донька сера Вільяма Ворслі, 4-го баронета, лорда-лейтенанта Норт-Райдингу та його дружини Джойс Морган Бруннер (1895—1979).
Мати Кетрін була донькою сера Джона Бруннера, 2-го баронета та онукою сера Джона Бруннера, 1-го баронета, засновника компанії Brunner Mond, яка пізніше стала ICI (Imperial Chemical Industries).Вона є нащадком Олівера Кромвеля.
Кетрін охрестили в церкві Всіх Святих, Говінгем, 2 квітня 1933 року. Її хрещеними батьками були — дядько по материнській лінії сер Фелікс Бруннер, 3-й баронет, майор сер Дігбі Лоусон, 2-й баронет, її тітка по лінії батька леді Колегейт і Маргарет Д'Арсі Файф з Наннінгтон-Голлу.
Кетрін здобула освіту в школі королеви Маргарет у Йорку та в школі Рантон-Гілл у Північному Норфолку.
У школі вона вивчала музичне мистецтво та навчалася грі на фортепіано, органі, скрипці. На ній Кетрін грає й досі. На останньому курсі навчання в Рантон Гілл її офіційно обрали музичним секретарем. У цій ролі вона організувала шкільні концерти в Норвічі.
Герцогиня висловила своє захоплення покійною віолончелісткою Жаклін дю Пре в документальному фільмі Хто така Жаклін дю Пре? Крістофера Нупена. Пізніше вона деякий час працювала в дитячому будинку в Йорку і працювала в дитячому садочку в Лондоні.
Їй не вдалося вступити до Королівської музичної академії, але вона разом з братами вступила до Оксфорду, приділяючи багато часу музиці. Кетрін навчали троє різних вчителів: директор, міс Гюблер, викладала французьку літературу, живопис та історію; француженка викладала кулінарію; а віденська леді викладала музику.

## Шлюб
Ворслі почала зустрічатися з принцом Едвардом, герцогом Кентським, старшим сином принца Джорджа, герцога Кентського, і принцеси Греції та Данії Марини, коли він жив в Кеттерік Кемп. 8 червня 1961 року пара одружилася в Йоркському соборі, це був перший королівський шлюб у цьому місці за 633 роки (останній укладений між Едуардом III і Філіппою Ено).
Батько нареченої супроводжував її, а кумом був брат Едуарда принц Майкл Кентський, Принцеса Анна була однією з подружок нареченої. Службу провів архієпископ Йоркський Майкл Ремсі. Серед гостей були актори Ноель Ковард і Дуглас Фербенкс-молодший, а також члени королівських родин Великої Британії, Греції, Данії, Норвегії, Югославії, Румунії та Іспанії. Її весільну шовкову сукню розробив Джон Кавана, використавши для пошиття 273 ярди тканини. Кетрін вдягла тіару Kent Diamond and Pearl Fringe Tiara та вуаль.
У пари троє дітей:
- Джордж, граф Сент-Ендрюс, народився 26 червня 1962 року в Коппінсі, одружений із Сільваною Томаселлі;
- Леді Гелен Тейлор, народилася 28 квітня 1964 року в Коппінсі; вийшла заміж за Тімоті Тейлора[14].
- Лорд Ніколас Віндзор, народився 25 липня 1970 року в лікарні Королівського коледжу в Лондоні, у 2006 році одружився з Паолою Доімі де Лупіс де Франкопан.

Кетрін зробила аборт у 1975 році через краснуху і народила мертвого сина Патріка в 1977 році. Ця втрата викликала у неї важку депресію, про яку вона говорила публічно. «Це справило на мене руйнівне враження», — сказала вона The Daily Telegraph у 1997 році. «Я навіть не уявляла, наскільки руйнівним може бути таке для будь-якої жінки. Ця ситуація допомогла мені з великим розумінням ставитися до тих, хто страждає від мертвонародження».
Герцогиня жила в Гонконгзі та Німеччині, поки її чоловік служив у війську.
У 1978 році Кетрін була госпіталізована на кілька тижнів через «нервове перенапруження».
У звітах BBC зазначено, що герцогиня страждала на целіакію та вірус Епштейна-Барр, симптоми якого нагадують симптоми МЕ (міалгічний енцефаломієліт, також відомий як «синдром хронічної втоми»). Вона пішла з посади голови ME Society у Великій Британії, і відтоді енергійно співпрацює з різними благодійними організаціями та школами.
У 1999 році герцогині було відмовлено в дозволі посадити 12-річного сина померлої подруги в королівську ложу Всеанглійського клубу лаун-тенісу та крокету. Були запропоновані альтернативні місця для сидіння за межами ложі. Пізніше вона отримала «короткий лист» від голови клубу Джона Каррі, який нагадував їй, що дітям, окрім членів королівської родини, заборонено входити в королівську ложу. Вона, своєю чергою, пригрозила бойкотувати королівську ложу.
У 2002 році герцогиня Кентська вирішила не використовувати звертання до неї «Її Королівська Високість» і скоротити свої королівські обов'язки. Відтоді вона неофіційно відома як Кетрін Кентська або Кетрін, герцогиня Кентська, хоча її офіційний стиль (наприклад, у судовому циркулярі) залишається Її Високістю Герцогинею Кентською. Попри своє рішення триматися подалі від громадського життя, герцогиня продовжувала з'являтися на великих заходах, включаючи весілля принца Вільяма та Кетрін Міддлтон у 2011 році, концерт у Букінгемському палаці та службу подяки в соборі Святого Павла під час святкування діамантового ювілею королеви у 2012 році., а також весілля принца Гаррі та Меган Маркл у 2018 році. Однак вона не відвідала урочистостей з нагоди платинового ювілею королеви, ані її державних похоронів у 2022 році.
У грудні 1989 року Кетрін була гостем програми BBC Radio 4 Desert Island Discs. У зв'язку з відходом від королівських обов'язків у 1996 році герцогиня обійняла посаду вчителя музики в початковій школі Вансбек у Кінгстоні-на-Галлі. Вона також давала уроки гри на фортепіано в орендованій квартирі-студії поблизу її офіційної резиденції в Кенсінгтонському палаці.
Герцогиня Кентська була президентом Королівського північного коледжу музики та директором Національного фонду молодіжної музики з 1999 по 2007 рік. У березні 2004 року Кетрін стала гостем програми «Реальна історія» на BBC One. Вона розповіла про свою кар'єру вчителя музики, сказавши, що «навчання дітей дуже приносить задоволення. Це привілей. Для мене це одна з найзахопливіших робіт, яку будь-хто може виконувати».
У 2005 році герцогиня розповіла в інтерв'ю BBC Radio 3 про те, що їй подобається реп, а також співачка та авторка пісень Дідо, чию пісню «Thank You» вона вибрала однією зі своїх улюблених музичних композицій Вона є покровителькою благодійної організації Making Music, Національної федерації музичних товариств, головної організації аматорських і волонтерських музичних груп. Кетрін є одним зі співзасновників Future Talent, благодійної організації, яка допомагає маленьким дітям з низьким рівнем доходу зробити кар'єру в музиці Вона була патроном BBC Young Musician у 2004 та 2006 роках.
У 2011 році близькі соратники Джонатана Різа, приватного детектива, причетного до скандалу зі зламом телефонів News International, заявили, що він зламав банківські рахунки Кетрін і Едварда.
У травні 2016 року вона організувала концерт для маленьких дітей у Букінгемському палаці як засновниця Future Talent.
У серпні 2016 року герцогиня стала послом самаритян після того, як з нею зв'язався волонтер із філії Тіссайд. Раніше вона була його королівським патроном з 1971 по 1999 рік. Герцогиня також підтримує ЮНІСЕФ У 2022 році герцогиня виявила свою підтримку гангста-репу, символами якого є Емінем і Айс К'юб.